# Fonction multivaluée
Pour les articles homonymes, voir Correspondance.

Ce diagramme représente une multifonction : à chaque élément de X on fait correspondre une partie de Y ; ainsi à l'élément 3 de X correspond la partie de Y formée des deux points b et c.

En mathématiques, une fonction multivaluée (aussi appelée correspondance,, fonction multiforme, fonction multivoque ou simplement multifonction) est une relation binaire quelconque, improprement appelée fonction car non fonctionnelle : à chaque élément d'un ensemble elle associe, non pas au plus un élément mais possiblement zéro, un ou plusieurs éléments d'un second ensemble. On peut néanmoins voir une multifonction comme une fonction classique prenant ses valeurs dans l'ensemble des parties du second ensemble. Par contraste, si l'image de chaque point est un singleton, on dit que la correspondance est univoque.
Un exemple simple de fonction multivaluée est la fonction réciproque d'une application non injective : à tout point dans son image on fait correspondre l'image réciproque formée des antécédents de ce point.
Les fonctions multivaluées apparaissent en analyse complexe où l'on peut en considérer des déterminations, c'est-à-dire des restrictions sur ces relations qui en font des fonctions et qui permettent de calculer certaines intégrales réelles par le biais du théorème des résidus comme ce sera illustré plus bas ; l'utilisation en est cependant malaisée et a été remplacée par la considération plus abstraite de fonctions (univaluées) sur des surfaces de Riemann.
Les multifonctions se rencontrent également en analyse convexe et non lisse : les cônes tangent et normal à un ensemble, le sous-différentiel d'une fonction, un processus convexe sont des multifonctions. Cette observation et d'autres ont donné une nouvelle impulsion au développement de l'analyse multifonctionnelle (voir la bibliographie).

## Exemples

### La racine carrée
- Dans les réels, à chaque élément positif x, la relation {\displaystyle y^{2}=x} fait correspondre deux éléments {\displaystyle |y|} et {\displaystyle -|y|} avec {\displaystyle |y|^{2}=x}. On se restreint de manière habituelle à la valeur positive {\displaystyle |y|} pour avoir alors la fonction racine carrée.

- Dans les complexes, en définissant un élément z du plan complexe {\displaystyle \mathbb {C} } par {\displaystyle z=|z|\mathrm {e} ^{{\rm {i}}\theta }} avec {\displaystyle \theta } l'argument de z, les racines carrées de z sont les nombres {\displaystyle w_{k}} ({\displaystyle k\in \mathbb {Z} }) donnés par :

{\displaystyle w_{k}={\sqrt {|z|}}\mathrm {e} ^{{\rm {i}}\theta /2}\mathrm {e} ^{{\rm {i}}\pi k}}
on vérifie en effet que {\displaystyle w_{k}^{2}=|z|\mathrm {e} ^{{\rm {i}}\theta }\mathrm {e} ^{2{\rm {i}}\pi k}=z} puisque {\displaystyle \mathrm {e} ^{2{\rm {i}}\pi k}=1} pour tout entier k.

### Le logarithme complexe
En définissant un élément z du plan complexe comme précédemment, les logarithmes complexes de z sont les nombres {\displaystyle w_{k}} ({\displaystyle k\in \mathbb {Z} }) donnés par :
{\displaystyle w_{k}=\ln |z|+{\rm {i}}\theta +2{\rm {i}}\pi k}
on vérifie en effet que {\displaystyle \exp(w_{k})=|z|\mathrm {e} ^{{\rm {i}}\theta }\mathrm {e} ^{2{\rm {i}}\pi k}=z} puisque, comme précédemment, {\displaystyle \mathrm {e} ^{2{\rm {i}}\pi k}=1} pour tout entier k.

## Définitions

### Multifonction
Soient {\displaystyle X} et {\displaystyle Y} deux ensembles. Une multifonction {\displaystyle F:X\multimap Y} est une application de {\displaystyle X} dans l'ensemble {\displaystyle {\mathcal {P}}(Y)} des parties de {\displaystyle Y}.
L'application qui, à une multifonction {\displaystyle F:X\multimap Y}, associe la relation binaire « {\displaystyle y\in F(x)} », est une bijection entre les multifonctions de {\displaystyle X} dans {\displaystyle Y} et les relations entre {\displaystyle X} et {\displaystyle Y}. C'est pourquoi l'on appelle graphe de {\displaystyle F} le graphe de la relation binaire associée, c'est-à-dire l'ensemble
{\displaystyle {\mathcal {G}}(F):=\{(x,y)\in X\times Y\mid y\in F(x)\}}
(et non pas le graphe de la fonction {\displaystyle F}, qui est une partie de {\displaystyle X\times {\mathcal {P}}(Y)}).

### Domaine, image, sélection
De même, l'image d'une partie {\displaystyle P\subset X} et l'image réciproque d'une partie {\displaystyle Q\subset Y} par une multifonction {\displaystyle F:X\multimap Y} sont définies comme l'image et l'image réciproque par la relation binaire associée :
En particulier, on appelle domaine — ou ensemble de définition — et image — ou ensemble des valeurs (ou ensemble des images) — de {\displaystyle F} le domaine et l'image de la relation binaire associée :
Une sélection de {\displaystyle F} est une fonction de choix, c'est-à-dire une application {\displaystyle f:{\mathcal {D}}(F)\to Y} telle que {\displaystyle \forall x\in {\mathcal {D}}(F)\quad f(x)\in F(x)}.

### Multifonction réciproque
La multifonction réciproque {\displaystyle F^{-1}:Y\multimap X} de {\displaystyle F:X\multimap Y} est sa relation binaire réciproque, définie par {\displaystyle x\in F^{-1}(y)\Leftrightarrow y\in F(x)}.
Le domaine et l'image de {\displaystyle F^{-1}} sont donc respectivement l'image et le domaine de {\displaystyle F} et plus généralement, l'image réciproque par {\displaystyle F^{-1}} d'une partie de {\displaystyle X} est égale à son image directe par {\displaystyle F}, et l'image directe par {\displaystyle F^{-1}} d'une partie de {\displaystyle Y} est égale à son image réciproque par {\displaystyle F}.

### Quelques multifonctions particulières
- Soient {\displaystyle X} et {\displaystyle Y} des espaces topologiques métrisables et {\displaystyle F:X\multimap Y} une multifonction. On[4] dit que {\displaystyle F} est :
  - fermée au point {\displaystyle x\in X} si {\displaystyle y\in F(x)} chaque fois que {\displaystyle (x_{k},y_{k})\in {\mathcal {G}}(F)} converge vers {\displaystyle (x,y)} ;
  - fermée si son graphe est un fermé de l'espace produit {\displaystyle X\times Y} (ce qui revient à dire que {\displaystyle F} est fermée en tout point de {\displaystyle X}).
- Si {\displaystyle X} et {\displaystyle Y} sont des espaces vectoriels réels, on dit qu'une multifonction {\displaystyle F:X\multimap Y} est :
  - convexe si son graphe est convexe ;
  - un processus convexe si son graphe est un cône convexe pointé.
- Si {\displaystyle (X,\langle \cdot ,\cdot \rangle )} est un espace préhilbertien, on dit qu'une multifonction {\displaystyle F:X\multimap X} est monotone si {\displaystyle \forall (x,y)\in {\mathcal {G}}(F)\quad \forall (x',y')\in {\mathcal {G}}(F)\quad \langle y-y',x-x'\rangle \geqslant 0}.

## Analyse multifonctionnelle
L'analyse multifonctionnelle s'intéresse à l'étude des multifonctions, à leur hémicontinuité, à leur caractère borné, à leur lipschitzianité, aux multifonctions polyédriques, à la recherche de leurs zéros (des points qui contiennent zéro dans leur image), à l'effet de perturbations, etc.
Certaines propriétés des fonctions s'étendent naturellement aux multifonctions, comme la convexité, l'ouverture, la monotonie, l'accrétivité, etc.

### Semi-continuité supérieure
Soient {\displaystyle X} et {\displaystyle Y} des espaces topologiques. On dit qu'une multifonction {\displaystyle F:X\multimap Y} est semi-continue supérieurement en {\displaystyle x\in X} si pour tout voisinage {\displaystyle V} de {\displaystyle F(x)}, l'ensemble {\displaystyle \{x'\in X\mid F(x')\subset V\}} est un voisinage de {\displaystyle x}.
En termes simples, cela veut dire que lorsque {\displaystyle x'\to x}, {\displaystyle F(x')} peut à la limite subitement grossir en {\displaystyle x} mais pas rapetisser. Des exemples classiques de multifonctions semi-continues supérieurement sont le sous-différentiel d'une fonction convexe et le différentiel de Clarke d'une fonction lipschiztienne.

### Théorème de l'application ouverte pour les multifonctions
Soient {\displaystyle X} et {\displaystyle Y} des espaces de Banach, dont on note respectivement {\displaystyle B_{X}} et {\displaystyle B_{Y}} les boules unité ouvertes, et {\displaystyle F:X\multimap Y} une multifonction.
Le résultat ci-dessous affirme que si {\displaystyle F} est une multifonction convexe fermée et si {\displaystyle y} est intérieur à son image {\displaystyle F(X)={\mathcal {R}}(F)}, alors {\displaystyle y} est intérieur à l'image par {\displaystyle F} de toute boule ouverte centrée en un point arbitraire de l'image réciproque {\displaystyle F^{-1}(y)} de {\displaystyle y} par {\displaystyle F.}  On note {\displaystyle \operatorname {int} \,P} l'intérieur d'une partie {\displaystyle P.}
Théorème de l'application ouverte pour les multifonctions — On suppose que {\displaystyle X} et {\displaystyle Y} sont des espaces de Banach, que {\displaystyle F:X\multimap Y} est une multifonction convexe et fermée et que {\displaystyle y\in \operatorname {int} \,{\mathcal {R}}(F).} Alors
On retrouve bien le théorème de l'application ouverte dans le cas où {\displaystyle F} est une application linéaire continue (d'où son nom), lequel affirme que {\displaystyle 0\in Y} est intérieur à l'image de la boule unité {\displaystyle B_{X}}. En effet, dans ce cas {\displaystyle F} est une multifonction convexe (son graphe est un sous-espace vectoriel) et fermée (sens évident du théorème du graphe fermé), {\displaystyle 0\in Y} est bien dans l'intérieur de {\displaystyle F(X)} (car {\displaystyle F} est surjective) ; le théorème ci-dessus affirme alors que {\displaystyle 0\in Y} est intérieur à l'image par {\displaystyle F} de toute boule de rayon non nul centrée en {\displaystyle 0\in F^{-1}(0)} (ou tout autre point de {\displaystyle F^{-1}(0)} d'ailleurs).

### Multifonction ouverte ou métriquement régulière
Soient {\displaystyle X} et {\displaystyle Y} des espaces de Banach, dont on note respectivement {\displaystyle B_{X}} et {\displaystyle B_{Y}} les boules unité ouvertes, et {\displaystyle F:X\multimap Y} une multifonction.
On dit que {\displaystyle F} est ouverte en {\displaystyle (x_{0},y_{0})\in {\mathcal {G}}(F)}, avec un taux {\displaystyle \tau >0}, s'il existe un rayon maximal {\displaystyle r_{\max }>0} et un voisinage {\displaystyle W} de {\displaystyle (x_{0},y_{0})} dans {\displaystyle X\times Y}, tels que pour tout {\displaystyle (x,y)\in {\mathcal {G}}(F)\cap W} et tout {\displaystyle r\in [0,r_{\max }]}, on a
Pour une application convexe, on peut se restreindre à une condition en {\displaystyle (x_{0},y_{0})} seulement.
Multifonction convexe ouverte — Si {\displaystyle F:X\multimap Y} est une multifonction convexe et si {\displaystyle (x_{0},y_{0})\in {\mathcal {G}}(F)}, alors les propriétés suivantes sont équivalentes:
1. {\displaystyle F} est ouverte en {\displaystyle (x_{0},y_{0})},
2. il existe {\displaystyle \eta >0} et {\displaystyle \nu >0} tels que {\displaystyle y_{0}+\eta B_{Y}\subset F(x_{0}+\nu B_{X})}.

Pour une application convexe fermée, le théorème de l'application ouverte permet de simplifier encore l'expression de l'ouverture de {\displaystyle F} en {\displaystyle (x_{0},y_{0})}.
Multifonction convexe fermée ouverte — Si {\displaystyle F:X\multimap Y} est une multifonction convexe fermée et si {\displaystyle (x_{0},y_{0})\in {\mathcal {G}}(F)}, alors les propriétés suivantes sont équivalentes:
1. {\displaystyle F} est ouverte en {\displaystyle (x_{0},y_{0})},
2. {\displaystyle y_{0}\in \operatorname {int} \,{\mathcal {R}}(F)}.

Ce concept d'ouverture d'une multifonction est en réalité identique à celui de régularité métrique.
On dit que {\displaystyle F} est métriquement régulière en {\displaystyle (x_{0},y_{0})\in {\mathcal {G}}(F)}, avec un taux {\displaystyle \mu >0}, s'il existe un voisinage {\displaystyle W} de {\displaystyle (x_{0},y_{0})} dans {\displaystyle X\times Y}, tels que pour tout {\displaystyle (x,y)\in W}, on a
On rappelle que la distance à un ensemble {\displaystyle P} est définie par, {\displaystyle \operatorname {d} (x,P):=\inf\{\|x-x'\|:x'\in P\}} et que celle-ci vaut {\displaystyle +\infty } si {\displaystyle P=\varnothing }.
Multifonction ouverte et métriquement régulière — Si {\displaystyle F:X\multimap Y} est une multifonction et si {\displaystyle (x_{0},y_{0})\in {\mathcal {G}}(F)}, alors les propriétés suivantes sont équivalentes:
1. {\displaystyle F} est métriquement régulière en {\displaystyle (x_{0},y_{0})} avec un taux {\displaystyle \mu },
2. {\displaystyle F} est ouverte en {\displaystyle (x_{0},y_{0})} avec un taux {\displaystyle \tau =1/\mu }.

## Déterminations
Pour la racine carrée complexe et le logarithme complexe, on appelle détermination une restriction sur l'argument {\displaystyle \theta } de la valeur correspondante. Plus explicitement, une détermination pour la racine carrée est donnée par :
{\displaystyle {\sqrt {z}}={\sqrt {|z|}}\mathrm {e} ^{{\rm {i}}\theta /2},\quad (\theta \in [\theta _{0},\theta _{0}+2\pi [)}
avec {\displaystyle \theta _{0}} un angle quelconque caractérisant la détermination.
De même, une détermination pour le logarithme complexe est donnée par :
{\displaystyle \log {z}=\ln {|z|}+{\rm {i}}\theta ,\quad (\theta \in ]\theta _{0},\theta _{0}+2\pi ])}
On appelle détermination principale du logarithme la restriction de l'argument à l'intervalle semi-ouvert ]–π, π].
Remarquons que, à une détermination près, la fonction racine carrée complexe et le logarithme complexe sont des fonctions holomorphes sur tout le plan complexe excepté la demi-droite partant de l'origine et d'angle {\displaystyle \theta _{0}} par rapport à l'axe des abscisses. Dans le cas de la détermination principale, les deux fonctions sont holomorphes sur {\displaystyle \mathbb {C} \backslash ]-\infty ,0]}. La discontinuité sur l'axe réel négatif est illustrée sur les deux figures ci-dessous.

Détermination principale
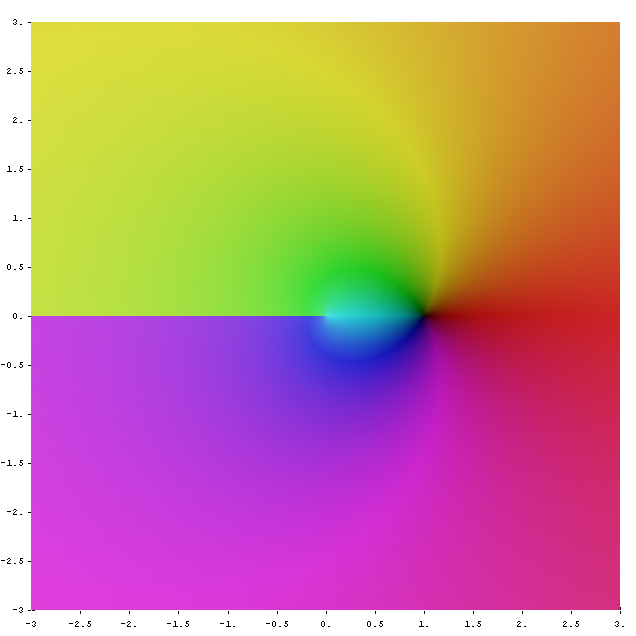
Figure 1 : Illustration de la détermination principale du logarithme complexe.
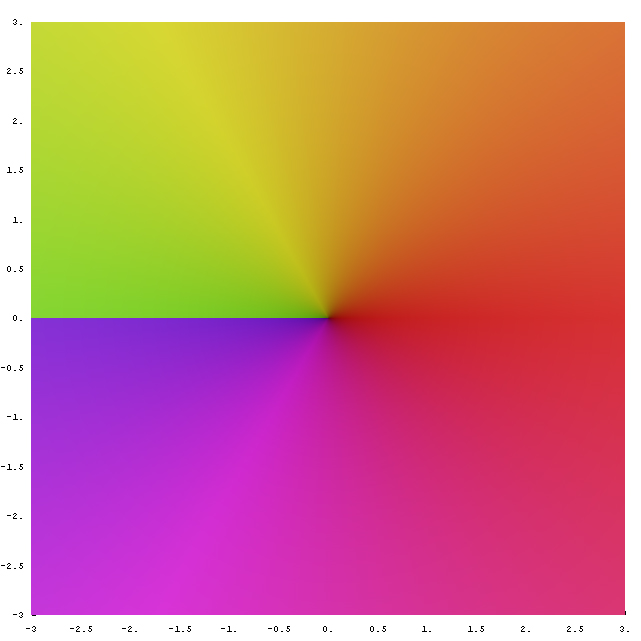
Figure 2 : Illustration de la détermination principale de la racine carrée complexe.

## Application au calcul d'intégrales réelles
Considérer une détermination particulière permet, en s'aidant du théorème des résidus, de calculer certaines intégrales réelles qu'il serait autrement ardu de calculer.
Remarque : la relation suivante est souvent utilisée comme ce sera illustré dans l'exemple ci-dessous : {\displaystyle z^{\alpha }=\mathrm {e} ^{\alpha \mathrm {log} (z)}}.

### Exemple avec le logarithme complexe
Problème : calculer l'intégrale suivante :
{\displaystyle I=\int _{0}^{+\infty }{x^{a} \over 1+x^{2}}\mathrm {d} x}
pour {\displaystyle |a|<1}.

Figure 3 : Illustration du contour (en bleu) employé pour le premier exemple. Les deux pôles simples ±i sont représentés en rouge. La partie représente le cercle extérieur de rayon R, la partie représente le demi-cercle intérieur de rayon. sont les deux segments restants.

Solution : en considérant le contour {\displaystyle \gamma } illustré à la figure 3 ainsi que la détermination suivante du logarithme : 
{\displaystyle \mathrm {log} (z)=\ln |z|+{\rm {i}}\theta ,\quad (\theta \in [0,2\pi [)}
(le contour « entoure » donc la discontinuité de la détermination que nous avons choisie), on obtient :
{\displaystyle I={\frac {\pi }{2\cos(a\pi /2)}}.}

### Exemple avec la racine carrée complexe

Figure 4 : Illustration du contour (en bleu) employé pour le second exemple. Les deux points de branchement sont représentés en rouge. Le pôle simple restant (l'origine) est représenté en vert. représente le cercle extérieur de rayon R, et son homologue représentent les demi-cercles intérieurs de rayon, les sont les segments restants.

Problème : calculer l'intégrale suivante par la méthode des résidus :
{\displaystyle I=\int _{1}^{+\infty }{\mathrm {d} x \over x{\sqrt {x^{2}-1}}}}
(la fonction est uniformisée par la coupure le long de l'axe réel reliant {\displaystyle -\infty } à -1 et 1 à {\displaystyle +\infty }.)
Solution : l'intégrande a une primitive (à savoir {\displaystyle -\mathrm {atan} \left[\left(x^{2}-1\right)^{-1/2}\right]}) et on a donc immédiatement {\displaystyle I={\pi  \over 2}}. On obtient ce même résultat en considérant le contour {\displaystyle \gamma } illustré à la figure 4 ci-contre et en utilisant :
{\displaystyle {\sqrt {z^{2}-1}}={\sqrt {z-1}}{\sqrt {z+1}}}
Pour le premier facteur du produit, on considèrera la détermination suivante :
{\displaystyle {\sqrt {z-1}}={\sqrt {|z-1|}}\mathrm {e} ^{{\rm {i}}\theta _{1}/2},\quad \theta _{1}\in [0,2\pi [},
pour l'autre, on considérera la détermination principale :
{\displaystyle {\sqrt {z+1}}={\sqrt {|z+1|}}\mathrm {e} ^{{\rm {i}}\theta _{2}/2},\quad \theta _{2}\in [-\pi ,\pi [}.
sous ces déterminations, la fonction est holomorphe sur {\displaystyle \mathbb {C} \backslash \left(]-\infty ,-1]\cup [+1,\infty [\right)}.

## Surfaces de Riemann

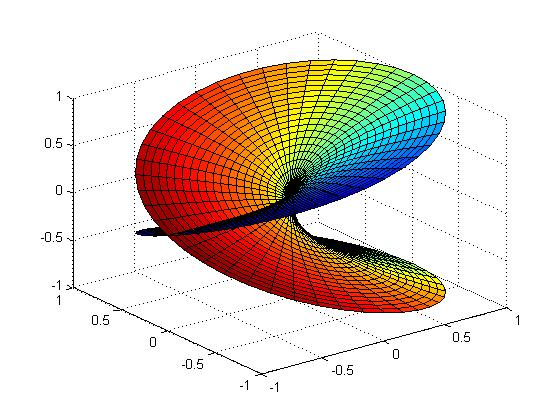
Surface de Riemann associée à la fonction racine carrée.

La théorie peu opérante des fonctions multivaluées pour les fonctions de la variable complexe est remplacée dans les mathématiques modernes par le concept plus abstrait de fonction (univaluée) définie sur une surface de Riemann.
Ce point de vue consiste à considérer le domaine de définition d'une fonction multivaluée comme un objet plus élaboré que le plan complexe : une variété complexe de dimension 1.

## Graphes orientés
On appelle graphe orienté un couple formé par un ensemble {\displaystyle X} et une application multivoque {\displaystyle \Gamma } de {\displaystyle X} dans {\displaystyle X}.